# Jorgelina Aranda
Jorgelina Julia Aranda (Buenos Aires, 19 de agosto de 1942 - ibídem, 10 de enero de 2015) fue una actriz, modelo y vedette argentina de amplia trayectoria.

## Carrera
Con su atractiva figura, Jorgelina Aranda inició su carrera tras ser elegida Miss Capital 1961. Después realizó varias publicidades y tuvo su primer papel en Un italiano en la Argentina (1965), de Dino Risi. La popularidad le llegó al convertirse en una de las secretarias que acompañaron durante años a Roberto Galán en el ciclo televisivo Si lo sabe... cante en los años de 1980, imponiendo su desenfado y simpatía. En dicho programa tenía que alcanzar sobres, bailar y mostrar su cuerpo, generoso en sensualidad, esa era su mayor cualidad en el show. Luego hizo numerosas participaciones en películas cómicas protagonizadas por primeras figuras como Alberto Olmedo, Jorge Porcel, Tato Bores, Susana Giménez, Graciela Alfano y Moria Casán.
También, como Julie London o Carla Bruni, la fama le abrió las puertas de un estudio de grabación y cuando muchos pensaban que era para acometer contra la humanidad de algún rockstar vernáculo, en realidad se plantó frente al micrófono ―y acompañada de Billy Bond y La Pesada del Rock and Roll― le hizo honor al programa que la empleaba: Si lo sabe cante. Fue así que grabó el álbum Erótica en 1974, un compendio de jadeos, frases en doble sentido, y exóticos arreglos de Billy Bond y de Alejandro Medina.
Además de su incursión en el teatro de revista, Aranda brilló en la pantalla chica en decenas de programas humorísticos y satíricos como Operación Ja-Já, La tuerca y No toca botón.

## Vida privada
Estuvo casada a comienzos de los 80's con el cantante Cacho Castaña, y luego con el productor televisivo Eduardo Rodolfo Celasco (1937-), con quien tuvo a su hijo Eduardo, y con Julio Toledano, con quien tuvo a su hija Mariana. Luego de convertirse en evangelista abandonó su carrera artística. Su hijo Eduardo Luis Celasco (1965-) estuvo casado con Mercedes Sarrabayrouse (1962-), hija de la conductora, actriz y vedette Susana Giménez (1944-). Eduardo y Mercedes la hicieron abuela de Manuel y Lucía.

## Fallecimiento
La actriz, modelo y vedette Jorgelina Aranda murió el sábado 10 de enero de 2015, a los 72 años, víctima de un cáncer. Sus restos descansan en el cementerio bonaerense de Jardín de Paz.

## Filmografía
- 1965: Un italiano en la Argentina

Jorgelina Aranda junto a Alberto Olmedo (1933-1988) en la película Basta de mujeres (1976).

- 1972: ¿De quiénes son las mujeres?
- 1972: Todos los pecados del mundo
- 1973: Este loco, loco, Buenos Aires
- 1975: El inquisidor de Lima
- 1976: Basta de mujeres
- 1977: Hay que parar la delantera
- 1979: Expertos en pinchazos
- 1980: La playa del amor
- 1980: Departamento compartido
- 1981: Amante para dos
- 1981: Abierto día y noche
- 1986: El fuego del pecado (filmada en 1974).
- 1986: Soy paciente

## Televisión
- 1963-1984: Operación Ja-Já.
- 1966: La tuerca.
- 1969-1973: El botón.
- 1972: El pasito.
- 1972: Coletti press.
- 1974: Humor a la italiana.
- 1980: Si lo sabe... cante.
- 1984: No toca botón.
- 1990: Amigos son los amigos.

## Teatro
- 1973: Pato a la naranja, junto con Alberto Closas.

## Discografía
- 1973: "Erótica" - Microfon Argentina S.A.